# Jolimont
Der Jolimont ist ein dem Jura vorgelagerter 603 m ü. M. hoher Molassehügel im Kanton Bern südwestlich des Bielersees. Trotz vollständiger Zugehörigkeit zum deutschen Sprachgebiet besitzt der Jolimont keinen deutschen Namen.

## Geographie
Der Jolimont wird im Süden durch das Grosse Moos, im Westen und Nordwesten durch die Ebene des Zihlkanals und das Grissemoos, im Nordosten durch den Bielersee begrenzt, im Osten ist er durch eine Senke vom Schaltenrain getrennt. Am Fuss des Hügels liegen die Gemeinden Gampelen, Gals, Tschugg und Erlach BE. Das Schloss Erlach befindet sich auf dem nordöstlichen Ausläufer des Jolimont. Der grösste Teil des Berges, der steile Hänge aber eine flache Kuppe aufweist, ist bewaldet.
An den sonnenexponierten Süd- und Südosthängen wird Rebbau betrieben (Chasselas, Perdrix blanche, Chardonnay). Auf dem Plateau befindet sich in einer Rodungsinsel das Jolimontgut, ein ehemaliger Berghof der Abtei Sankt Johannsen. Dessen spätgotisches Herrenhaus mit Rundturm stammt aus dem 16. und 17. Jahrhundert. Heute wird das Gut für musikalische Anlässe genutzt.

## Geologie

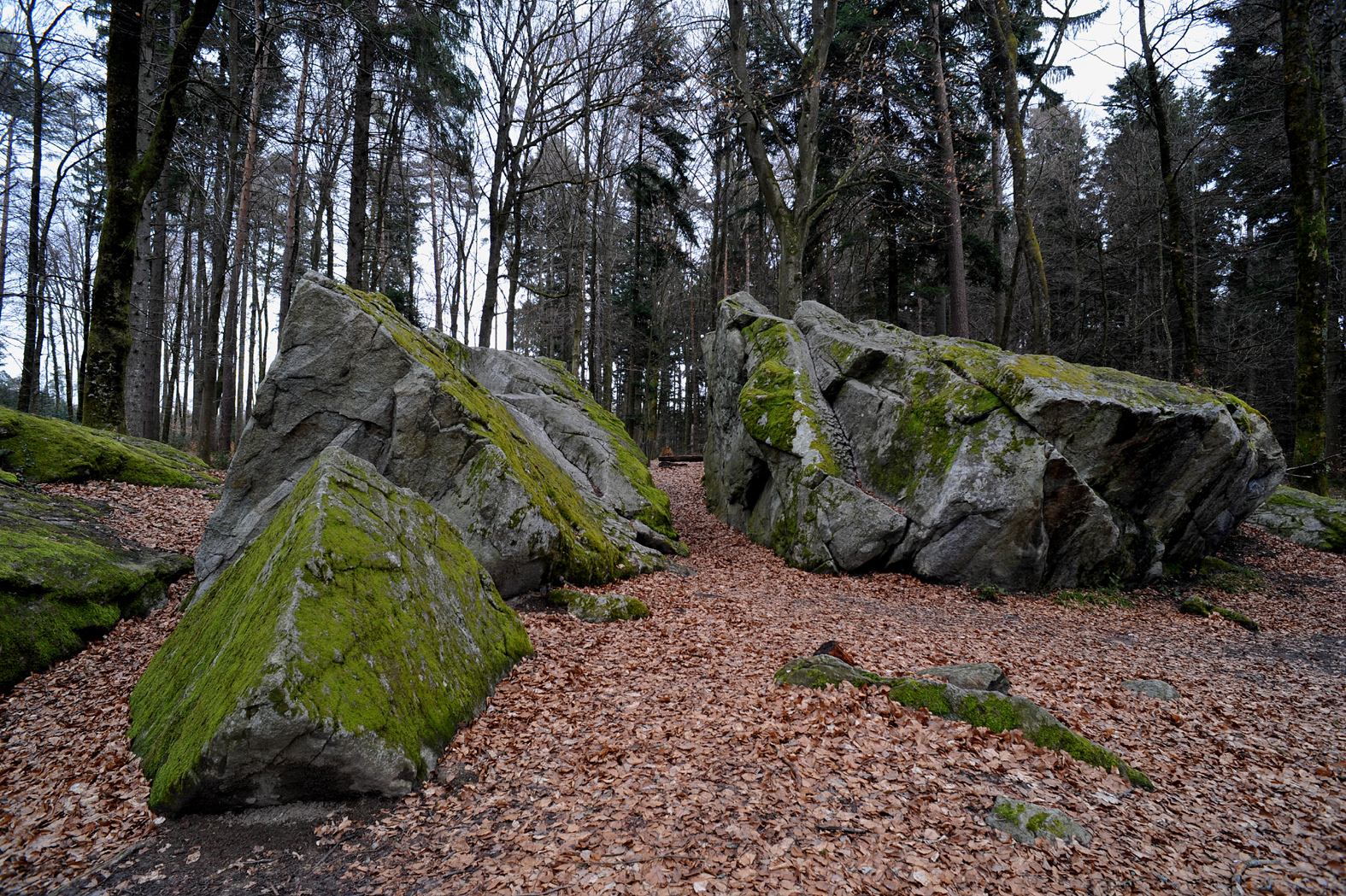
Erratische Blöcke Tüfelsburdi

Geologisch besteht der Jolimont in seinem oberen Bereich aus Sandsteinen, die zum Teil versteinerte Muscheln und Haizähne enthalten, in seinem unteren Bereich aus bunten Mergeln.
Auf seinem Hochplateau wurden vom eiszeitlichen Rhonegletscher drei mächtige erratische Blöcke, genannt Tüfelsburdi (Teufelsbürde), Druidensteine oder Heidenstein, abgelagert, die ursprünglich aus dem Val de Bagnes stammen. Die eindrückliche Findlingsgruppe mit einem Volumen von rund 400 m³ wurde bereits 1872 unter Schutz gestellt.

## Geschichte

Befestigung im Werk Jolimont, 1914–1918

Zeugen der Besiedlung um den Jolimont liegen in Grabhügeln auf dem Berg. Drei der vier Tumuli wurden 1847, der vierte 1848 ausgegraben. Der erste enthielt mehrere Gräber, von denen das Zentralgrab von einer Steinsetzung begrenzt war. Es barg das Skelett einer Frau, die eine Gewandnadel mit Gravuren und flachem Kopf trug. Im zweiten Grab fanden sich eine Eisenpinzette und ein Armband aus der älteren Eisenzeit (750–600 v. Chr.) Der zweite Tumulus barg ein Ensemble aus zwei Dolchen, einer Axt und einigen Bronzenadeln, das Gräbern der mittleren Bronzezeit zuzuweisen ist. Der dritte Grabhügel war leer. Im vierten Tumulus war ein Mann mit einem Bronzespeer und einer Flachkopfnadel bestattet worden. In der Nähe sind vier Schalensteine erhalten.
Im Ersten (Fortifikation Murten) und Zweiten Weltkrieg entstanden auf dem Jolimont umfangreiche Bunker- und Befestigungsanlagen, die teilweise besichtigt werden können.